# إيرني ليندمان
إيرني ليندمان (بالإنجليزية: Ernie Lindemann)‏ هو لاعب كرة قاعدة أمريكي، ولد في 10 يونيو 1878، وتوفي في 27 ديسمبر 1951 في بروكلين في الولايات المتحدة.

## وصلات خارجية
- إيرني ليندمان على موقعبيزبول رفرنس.كوم (الدوري الرئيسي) (الإنجليزية)
- إيرني ليندمان على موقعبيزبول رفرنس.كوم (الدوري الثانوي) (الإنجليزية)